# Acacia mellifera
Acacia mellifera är en ärtväxtart som först beskrevs av M.Vahl, och fick sitt nu gällande namn av George Bentham. Acacia mellifera ingår i släktet akacior, och familjen ärtväxter.

## Underarter
Arten delas in i följande underarter:
- A. m. detinens
- A. m. mellifera

## Bildgalleri

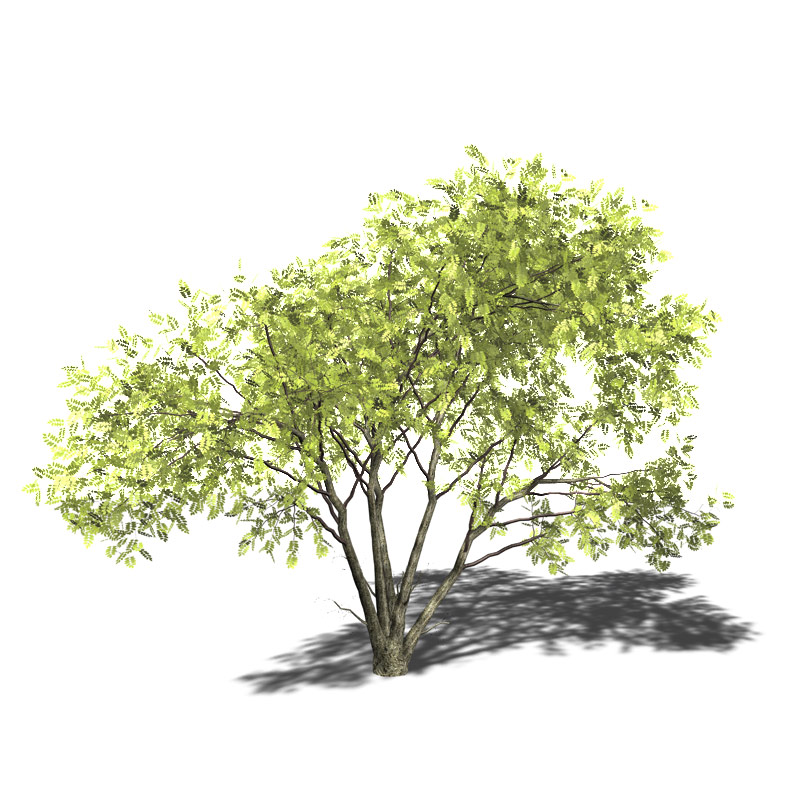
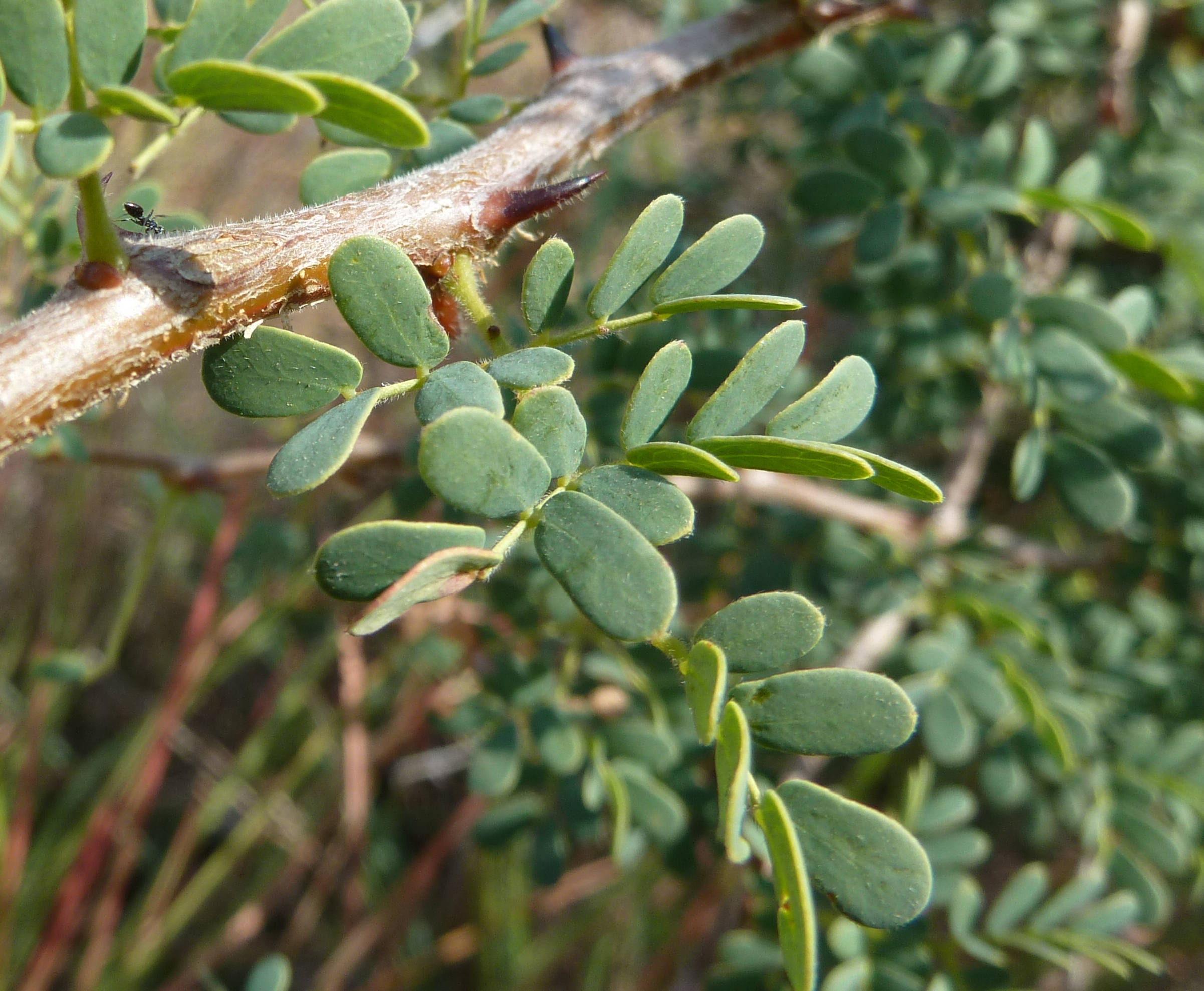